# Pedro Barceló García
Pedro Barceló García (Barcelona, 1951 - 17 de octubre de 2020) fue un médico y político español. 

## Biografía
Licenciado en medicina y cirugía por la Universidad de Barcelona, con la calificación de sobresaliente, en 1974. Fue profesor ayudante del Departamento de Fisiología y Bioquímica de la Facultad de Medicina de la UB entre 1974 y 1976. En 1975 consiguió el Premio Extraordinario de Licenciatura. Se especializó en reumatología en 1977 y fue jefe del servicio de Reumatología del Hospital de la Alianza de Vich (1980-1990) y del Instituto Policlínico Platón desde 1980. También ha sido secretario general (1986-1988) y presidente (1988-1992) de la Sociedad Española de Reumatología, pasando a ser Presidente de Honor. Desde 1999 fue jefe de la Unidad de Reumatología del Hospital Universitario Valle de Hebrón y del Servicio de Reumatología del Hospital Universitario Sagrat Cor de Barcelona. Fue también miembro del Colegio Estadounidense de Reumatología.
Era hijo del también médico Pedro Barceló Torrent (1910-1984).
Fue número 2 en las listas del Partido Popular de Cataluña por la circunscripción electoral de Barcelona en las elecciones al Parlamento de Cataluña de 1992 y fue elegido diputado.